# گیفورد پینچوت سوم

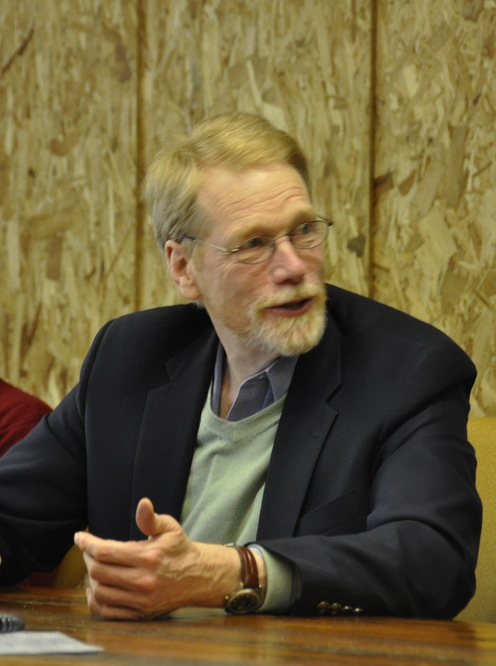
تصویر چهره گیفورد پینچوت سوم

گیفورد پینچوت سوم (انگلیسی: Gifford Pinchot III؛ زاده ۲۹ دسامبر ۱۹۴۲) یک فعال محیط زیست و منابع طبیعی است.